# Flugplatz Vechtel
Der Flugplatz Vechtel war ein während des Zweiten Weltkrieges genutzter deutscher Schein- und später Feldflugplatz. Er befand sich im Bippener Ortsteil Vechtel. Er wurde auch als Flugplatz Fürstenau, Flugplatz Lonner Tannen oder Flugplatz Handrup bezeichnet. 

## Geschichte
Zunächst diente der Flugplatz Vechtel nur als Scheinflugplatz mit darauf abgestellten Flugzeugattrappen, um alliierte Bomberverbände zu täuschen. So sollten die nahen Flugplätze in Hopsten, Quakenbrück, Achmer und Hesepe vor Angriffen zusätzlich geschützt werden. Er wurde nach Beginn des Zweiten Weltkrieges von französischen Kriegsgefangenen mit Hilfe von Ochsengespannen nördlich der Fensterberge zwischen Fürstenau und Handrup bei der Ortschaft Vechtel angelegt. Die Kriegsgefangenen waren in einem Barackenlager an der heutigen Bundesstraße 402, Abzweigung Hartlager Straße untergebracht. Vorher ist das Gelände der örtlichen Bevölkerung enteignet worden.
Als später weiterer Bedarf an Flugplätzen im Deutschen Reich herrschte, wurde der Scheinflugplatz 1944 zum Feldflugplatz ausgebaut. Ab dem 24. November 1944 war die I. Gruppe des Jagdgeschwaders 26 „Schlageter“ mit Focke-Wulf Fw 190A/D in Vechtel stationiert. Am 25. März 1945 wurde die Gruppe zum benachbarten Flugplatz Drope verlegt. Die II. Gruppe des Geschwaders lag auf dem Flugplatz Klausheide, die III. Gruppe in Plantlünne-Wesel. Vom 29. Dezember 1944 bis zum 5. Januar 1945 lagen hier zusätzlich die Focke-Wulf Fw 190 der III. Gruppe des Jagdgeschwaders 54 „Grünherz“. Am 24. März 1945 wurde der Flugplatz bombardiert, was das Ende der militärischen Nutzung am Folgetag brachte. Nach Kriegsende wurde das Gebiet wieder landwirtschaftlich genutzt, so dass heute keine Relikte des Flugplatzes mehr existieren.